# Marc Otto
Pour les articles homonymes, voir Otto.
Marc Otto (1600-1674) est un juriste strasbourgeois, chanoine protestant du Chapitre de Saint-Thomas, avocat de la ville et plénipotentiaire de la république de Strasbourg lors des conférences aboutissant aux traités de Westphalie. 
Il est à l'origine d'une fondation octroyant des bourses. Un prix de thèse « Marc Otto » est toujours attribué par le Chapitre.